# إدوارد الفونسو قولدمان
إدوارد الفونسو قولدمان (بالإنجليزية: Edward Alphonso Goldman)‏ (و. 1873 – 1946 م) هو عالم نبات، وعالم حيوانات، من الولايات المتحدة الأمريكية، ولد في ماونت كرمل، توفي في واشنطن العاصمة، عن عمر يناهز 73 عاماً.